# 斷脊刺鎧蝦
斷脊刺鎧蝦（学名：Munida caesua）为鎧甲蝦科刺鎧蝦屬下的一个种。